# Mule Variations
Mule Variations — тринадцатый студийный альбом автора-исполнителя Тома Уэйтса, изданный 16 апреля 1999 года. Первый альбом на ANTI- Records. Mule Variations знаменует триумфальное возвращение Тома после семи лет молчания с момента выхода Bone Machine (за этот период вышел только The Black Rider (1993), состоящий из песен для музыкальной сказки). Альбом получил Грэмми в номинации «Лучший альбом современного фолка» и был номинирован за «Лучшее мужское вокальное рок исполнение» (песня «Hold On»). Кроме того, было продано свыше 500 000 копий по всему миру. Альбом поддержал тур по Северной Америке и Европе, первый крупный тур с 1987 года. В 1999 году вышло сопутствующее альбому аудио-интервью Mule Conversations. В 2003 году Mule Variations занял 416 место в списке «500 величайших альбомов всех времён по версии журнала Rolling Stone».

## Список композиций
| №   | Название                       | Длительность |
| --- | ------------------------------ | ------------ |
| 1.  | «Big in Japan»                 | 4:05         |
| 2.  | «Lowside of the Road»          | 2:59         |
| 3.  | «Hold On»                      | 5:33         |
| 4.  | «Get Behind the Mule»          | 6:52         |
| 5.  | «House Where Nobody Lives»     | 4:14         |
| 6.  | «Cold Water»                   | 5:23         |
| 7.  | «Pony»                         | 4:32         |
| 8.  | «What's He Building In There?» | 3:20         |
| 9.  | «Black Market Baby»            | 5:02         |
| 10. | «Eyeball Kid»                  | 4:25         |
| 11. | «Picture in a Frame»           | 3:39         |
| 12. | «Chocolate Jesus»              | 3:55         |
| 13. | «Georgia Lee»                  | 4:24         |
| 14. | «Filipino Box Spring Hog»      | 3:09         |
| 15. | «Take It with Me»              | 4:24         |
| 16. | «Come On Up to the House»      | 4:36         |

В рекламных целях вышел также мини-альбом Hold On, с двумя песнями из Mule Variations и двумя, неизданными прежде.
| №  | Название          | Длительность |
| -- | ----------------- | ------------ |
| 1. | «Hold On»         | 5:34         |
| 2. | «Buzz Fledderjon» | 4:14         |
| 3. | «Big in Japan»    | 4:05         |
| 4. | «Big Face Money»  | 0:38         |

Примечание: Австралийское/Новозеландское и Японское издание Mule Variations в качестве бонуса содержало «Buzz Fledderjon» и «Big Face Money» под 17 и 18 номерами соответственно.

## Участники записи
- Том Уэйтс — вокал, гитара, фортепиано, орган, перкуссия, чемберлин
- Эндрю Боргер — барабаны, перкуссия
- Ральф Карни — труба, саксофон, бас-кларнет
- Лес Клейпул — бас-гитара
- Грег Коэн — бас-гитара, перкуссия
- Линда Делюка-Гидосси — скрипка
- Дальтон Диллинхэм Третий — бас-гитара
- Джо Гор — гитара
- Крис Греди — труба
- Джон Хаммонд — блюзовая гармоника
- Стивен Ходжэс — перкуссия
- Смоки Хормел — гитара, добро
- Ларри ЛаЛонд — гитара
- Брайан Мантиа — барабаны
- Кристофер Марвин — барабаны
- Чарли Мусселуайт — блюзовая гармоника
- Ник Фелпс — баритон-саксофон
- Ларри Роудс — контрафагот
- Марк Рибо — гитара
- Джефф Слон — перкуссия
- Ларри Тэйлор — бас-гитара, гитара, ритм-гитара